# Zbigniew Niemczycki
Zbigniew Marian Niemczycki (* 23. Januar 1947 in Nisko) ist ein polnischer Unternehmer.
Immer wieder wird er in den Reichstenlisten des Landes aufgeführt. Mit einem geschätzten Vermögen von 200 Millionen Złoty belegten die Niemczyckis im Jahr 2011 in der Auflistung der reichsten Polen (Lista Najbogatszych Polaków 2011) den 96. Platz der polnischen Ausgabe des Forbes Magazines. Die Zeitschrift Wprost schätzte dagegen das Vermögen des Ehepaares im selben Jahr auf 1.350 Millionen Złoty (Platz 12 der reichsten Polen).

## Unternehmer
Von 1961 bis 1965 besuchte Niemczycki das Liceum Ogólnokształcące im. Komisji Edukacji Narodowej in Stalowa Wola.
Im Jahr 1977 zog er mit seiner Frau in die Vereinigten Staaten. Dort lernte er den Unternehmer Burt SerVaas, den Eigentümer der Firma Curtis International, kennen. SerVaas stellte ihn ein und bald übernahm Niemczycki in der Firma die Verantwortung für die Osteuropa-Geschäfte. In den 1990er Jahren kaufte er von SerVaas einen Teil der Firma. Bereits in den frühen 1980er Jahren – nach seiner Rückkehr nach Polen – hatte Niemczycki das Potential der Trickfilmstudios in Bielsko-Biała erkannt. Er traf in Hollywood William Hanna, den Mitinhaber von Hanna-Barbera Cartoons, Inc., den er von der Qualität der polnischen Trickfilmschaffenden überzeugen konnte. Bis heute werden in Bielsko-Biała Dienstleistungen für Hollywood-Produktionen erbracht – wie kürzlich auch im Falle des Films The Smurfs.
Niemczycki ist – gemeinsam mit seiner Frau Katarzyna, mit der er vier Kinder hat – Eigentümer der polnischen Curtis Group. Zu den Aktivitäten dieser Holding, in der rund 1200 Menschen beschäftigt werden, gehören:
- Produktion von Bauteilen der Unterhaltungselektronik. In einer Fabrik in Krzywonoś bei Mława werden von rund 280 Angestellten Plastikteile für Fernseher und Monitore von LG, Daewoo und Thomson hergestellt[4]
- White Eagle Aviation SA. Die WEA war eine private Fluggesellschaft, die ein eigenes Terminal auf dem Chopin-Flughafen Warschau unterhielt. Das Unternehmen war in drei Bereichen tätig: AMS (Wartung von Boeing und ATR), WEA (Passagier- und Frachtflüge) und VIP-Dienstleistungen (Hubschrauber- sowie Luft-Taxi-Service)
- General Aviation Sp. z o.o., Betreiber des Privatflugplatzes in Góraszka bei Wiązowna
- Hotel Bryza, ein Luxushotel- und Spa-Komplex in Jurata. Die Anlage verfügt über 60 Zimmer und 20 Suiten in drei Gebäuden
- Curtis Development Sp. z o.o. Der Immobilienentwickler entwickelt eigene und fremde Projekte und übernahm auch die preisgekrönte Renovierung des Karnicki-Palais in Warschau
- Warschauer Büroimmobilien Curtis Plaza und Horizon Plaza in Mokotów
- Curtis Healthcare. Der Pharmaproduzent wurde im Herbst 1989 in Posen gegründet und beschäftigt 53 Angestellte. Hier werden OTC-Medikamente sowie Nahrungsergänzungsmittel hergestellt.

Geplant ist der Bau eines Villenressorts "Osada nad Jeziorem" bei Mikołajki.
Niemczycki ist Präsident des Polska Rada Biznesu und Mitglied des Aufsichtsrates des Business Centre Clubs (BCC).

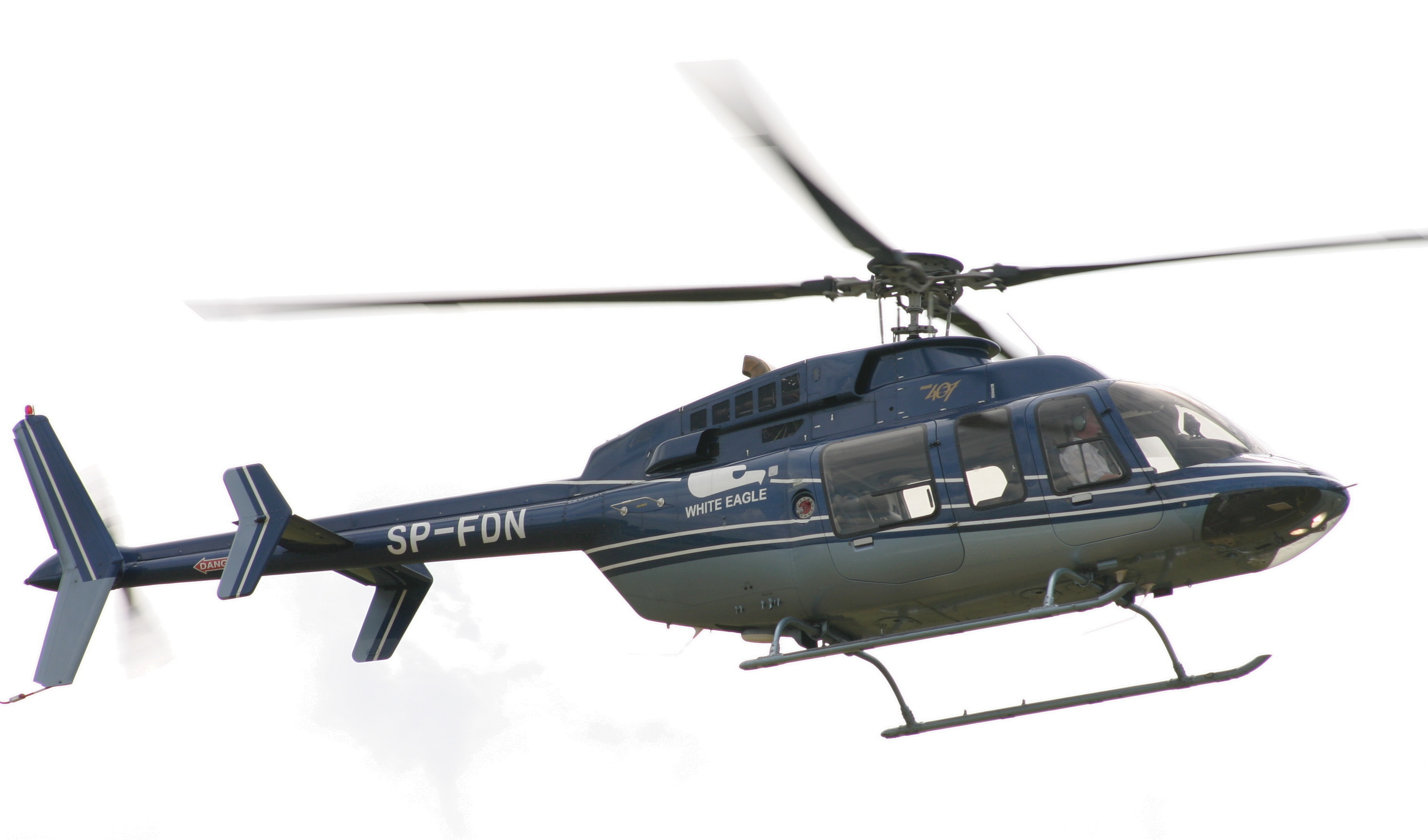
Ein Hubschrauber der White Eagle Aviation beim „Góraszka Air Picnic“ im Jahr 2007

## Fundacja Polskie Orły
Fundacja Polskie Orły und die Internationale Flugshow in Góraszka.
Niemczycki ist ein Privatpilot und Eigentümer flugfähiger historischer Maschinen (Messerschmitt Bf 109, MiG-15). Er ist Präsident der von ihm im Jahr 1997 gegründeten Fundacja Polskie Orły (deutsch: Polnische Adler-Stiftung). Diese Stiftung setzt sich für den Erhalt der Traditionen der polnischen Zivil- und Militärluftfahrt ein. Mittel der Stiftung fließen u. a. in die finanzielle Hilfe für Angehörige von verunglückten Piloten, in die Restauration alter Flugzeuge und die Unterstützung bei der Flugausbildung.
Die wichtigste Einnahmequelle der Organisation ist die seit dem Jahr 1996 jährlich veranstaltete Flugshow Międzynarodowy Piknik Lotniczy „Góraszka“. Die Show, die von bis zu 90.000 Zuschauern besucht wird, findet jeweils Ende Mai oder Anfang Juni statt und erstreckt sich über ein Wochenende. In den vergangenen Jahren wurden neben Vorführungen mit Akrobatik-, Sport- und historischen Flugzeugen (Junkers Ju-52, Douglas DC-3, Klemm KL, North American T-6 Texan, North American B-25 Mitchell, North American P-51D Mustang, Consolidated PBY Catalina, SB Lim-2, PZL TS-11 Iskra, Hawker Hurricane, Supermarine Spitfire, Yak-3U, RWD-5R, de Havilland Tiger Moth, Boeing Stearman, CSS-13 und Piper Cub) auch solche mit aktuellen Kampfflugzeugen (MiG-29 und F-16), Transporterflugzeugen (Alenia G-222, PZL M-28 Skytruck) sowie mit Kampf- und Transporthubschraubern (Aérospatiale SA 341 Gazelle, Aérospatiale AS 332 Super Puma, Mil Mi-24, Augusta A 109, Eurocopter EC 135, Bell UH-1D, Bell AH-1 Cobra, CH-47 Chinook, Sikorsky CH-53, Bölkow Bo 105) geflogen. Bekannte Flugakrobaten wie Péter Besenyei, Hannes Arch, Jerzy Makula, Marek Szufa oder Robert Kowalik traten bereits auf.

## Auszeichnungen
Niemczycki wurde wegen seiner Unternehmer- und Mäzenatenleistungen mehrfach geehrt. So erhielt er:
- den Gregoriusorden (Komtur) im Jahr 1992
- den Orden Polonia Restituta (Ritter) im Jahr 1998
- die Auszeichnungen Businessmen Roku und Lider Polskiego Biznesu im Jahr 1992
- den Oskar Serca (deutsch: Oscar des Herzens) der polnischen Stiftung für die Entwicklung der Herzchirurgie im Jahr 1992